# シティ・オブ・ウィンチェスター
シティ・オブ・ウィンチェスター（City of Winchester）はイングランド南部のハンプシャーにあるシティかつ非都市ディストリクト。シティの中心部はウィンチェスターである。
現在のシティの境界線は、1974年に当時のシティ・オブ・ウィンチェスターと他のいくつかのエリアが合併してできたものである。
ウィンチェスターは、単一自治体(Unitary Authority)ではなく、ハンプシャーでは、単一自治体はポーツマスとサウサンプトンだけである。

## 地理
ハンプシャーの中央部に位置し他のカウンティや海とは接していない。
主な町・村
- ウィンチェスター - 庁舎所在地
- ビショップス・ウォルサム（英語版）
- ニュー・オルズフォード（英語版）

隣接する自治体
- テスト・ヴァレー
- ベイジングストーク・アンド・ディーン
- イースト・ハンプシャー
- ハヴァント
- ポーツマス
- フェアラム
- イーストリー

## 政治・行政
議員定数は47で4年間隔で毎年3分の1ずつ（4年目は選挙なし）改選される。2020年現在では自由民主党が単独過半数を獲得し与党として行政を担っている。
| 政党 | 政党       | 議席数 |
|      | 自由民主党 | 27     |
|      | 保守党     | 16     |
|      | 無所属     | 3      |
|      | 空席       | 1      |

## 出身人物
- ウィカムのウィリアム - 神学者、政治家
- デレック・ワーウィック - レーサー